# Actividad en el vacío
Una actividad en el vacío son patrones de acción fija (PAF) innatos del comportamiento animal que se realizan en ausencia de un signo estímulo (liberador) que normalmente los provoca. Este tipo de comportamiento anormal muestra que no siempre se necesita un estímulo clave para producir una actividad. Las actividades de vacío a menudo tienen lugar cuando un animal es puesto en cautiverio y se le somete a una falta de estímulos que normalmente causarían una PAF.

## Historia

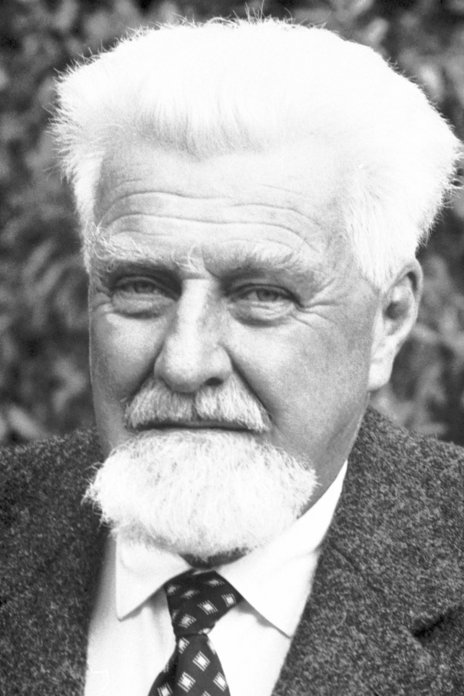
Konrad Lorenz, premio Nobel de Fisiología o Medicina en 1973

El término fue establecido por primera vez por el etólogo Konrad Lorenz en la década de 1930 después de observar un estornino criado a mano. En 1937 Lorenz escribió: "Con la cabeza y los ojos, el pájaro hacía un movimiento como si siguiera con la mirada a un insecto volador; su postura se tensaba; despegaba, mordía, volvía a su posición y con el pico ejecutaba los azotes laterales, los lanzamientos. movimientos con los que muchos pájaros insectívoros matan a sus presas contra cualquier lugar donde se encuentren. Luego el estornino tragó varias veces, tras lo cual su plumaje apretado se aflojó un poco, y a menudo le sobrevino un reflejo tembloroso, exactamente como ocurre después de una verdadera saciedad."

## El modelo hidráulico de motivación de Lorenz
Los animales que fueron criados sin liberar comportamientos instintivos, debido a estar en cautiverio o ser tomados como mascota, producirán estos comportamientos de vacío en momentos aparentemente aleatorios debido a una acumulación de reservas de energía. Esta teoría se basa en el PAF hidráulico de motivación de Lorenz, que intenta explicar el mecanismo de los PAF equiparando la entrada de energía con el agua que se acumula en un recipiente, lo que conduce a una válvula que, en circunstancias normales, se abre al agregar un liberador o señal. estímulo, para producir una FAP. Cuando no hay un estímulo o un liberador presente, se produce una acumulación de energía (agua), lo que obliga a abrir la válvula y produce la PAF en ausencia de un estímulo.  

## Evolución y genética
Con el tiempo a medida que los animales han ido evolucionando, la selección natural ha favorecido algunos comportamientos sobre otros porque han asegurado la supervivencia y reproducción del animal. Estos comportamientos innatos, potencialmente duraderos, tienen un origen genético que se propaga a lo largo del tiempo evolutivo y se alteran ligeramente debido a cambios y mutaciones ambientales. El estudio de la epigenética explica cómo ciertas mutaciones (p. ej., modificación de histonas y metilación del ADN) afectan la forma en que se expresan los genes sin alterar el código genético, lo que sugiere que aprender del entorno puede cambiar la expresión de los genes y, por tanto, las vías neuronales, para modificar el comportamiento de los animales dentro de su entorno. toda la vida. Estos PAF, o conductas instintivas y estereotipadas, conducen a la producción de actividades de vacío cuando el entorno carece de los estímulos necesarios, lo que revela una relación profundamente entrelazada entre un estímulo externo en el entorno, los genes y el aprendizaje. Esto se ilustra en el acto de los primates que sacuden las ramas en su entorno natural para distraerse de los depredadores y la inclinación de los primates cautivos en los zoológicos a sacudir las vigas del techo aunque no puedan saber si hay un depredador afuera. La fisiología animal intenta producir un comportamiento instintivo que es común para esa especie en particular, pero el estímulo externo necesario no está presente.

## Ejemplos

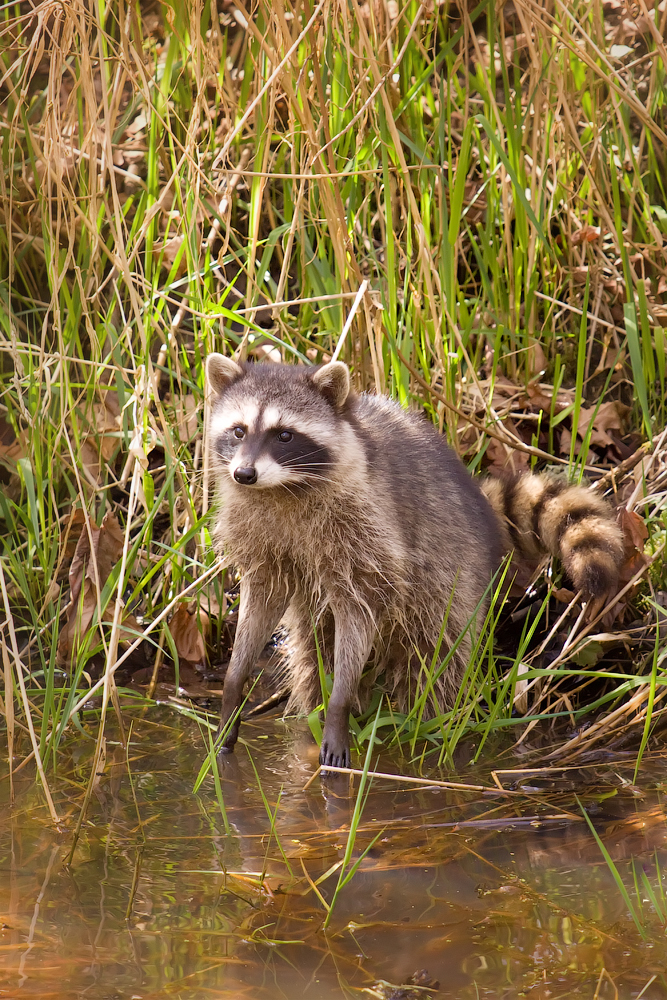
Los mapaches salvajes a menudo parecen "lavar" su comida, lo que puede expresarse como una actividad de vacío por parte de los mapaches cautivos en ausencia de agua.

### Aves
Lorenz observó que un pájaro estornino mordía el aire cuando volaba como si estuviera atrapando insectos, aunque allí no había insectos reales.
Las aves tejedoras experimentan un comportamiento complicado de construcción de nidos cuando no hay material de construcción presente.
Los baños de polvo falsos son un comportamiento que realizan algunas aves cuando se mantienen en jaulas con poco o ningún acceso a la basura. Durante el baño de polvo simulado, las aves realizan todos los elementos de un baño de polvo normal, pero en ausencia total de sustrato. Este comportamiento a menudo tiene todas las actividades y patrones temporales de los baños de polvo normales, es decir, el pájaro inicialmente rasca y rastrilla el suelo, luego levanta sus plumas y se agacha. Una vez acostado, el comportamiento contiene cuatro elementos principales: sacudir las alas verticalmente, frotarse la cabeza, rastrillar los billetes y rascarse con una pierna. Sin embargo, las gallinas que se bañan en polvo sobre pisos de alambre comúnmente lo hacen cerca del comedero, donde pueden picotear y rastrillar la comida. Debido a que parece que las aves tratan el alimento como un sustrato para baños de polvo, el término "baños de polvo simulados" es más apropiado.

### Mapaches
Los mapaches salvajes a menudo investigan su comida frotándola entre sus patas mientras la mantienen bajo el agua, dando la apariencia de "lavarla" (aunque se discute la motivación exacta de este comportamiento). Los mapaches cautivos a veces realizan estas acciones de "lavar" su comida frotándola entre sus patas, incluso cuando no hay agua disponible. Lo más probable es que se trate de una actividad de vacío basada en el comportamiento de búsqueda de alimento en las costas. 

### Rerneros
Una actividad de vacío que se ha estudiado es la de "hacer girar la lengua" por parte de los terneros. Los terneros criados para carne de ternera "blanca" generalmente reciben una dieta similar a la leche desde el nacimiento hasta que son sacrificados, aproximadamente a los cuatro meses de edad. Los terneros no pueden consumir forrajes como hierba o heno, en parte porque el hierro contenido en estos alimentos de origen vegetal haría que sus músculos adquirieran un color rojizo normal en lugar del color pálido que exigen los compradores de este producto. La dieta, sin embargo, no es natural porque los terneros normalmente comenzarían a buscar alimento y a rumiar aproximadamente a las dos semanas de edad. Cuando se limitan a una dieta láctea, algunos terneros pasan horas al día en lo que parece ser un "pastoreo en vacío". Extienden la lengua fuera de la boca y la curvan hacia un lado en lo que parece ser la acción que usa el ganado para agarrar una capa de hierba y meterla en la boca, pero los terneros lo hacen simplemente en el aire, sin la lengua. contactar cualquier objeto físico.. " 

### Cerdos
Una actividad de vacío similar a la de enrollar la lengua es la "masticación al vacío" que realizan los cerdos. En este comportamiento, los cerdos realizan todas las actividades asociadas a la masticación pero sin sustrato en la boca. Este comportamiento anormal puede representar entre el 52 y el 80% de todos los comportamientos estereotipados. 